# Aaron Nesmith
Aaron Joshua Nesmith (Charleston, 16 oktober 1999) is een Amerikaans basketballer.

## Carrière
Nesmith speelde collegebasketbal voor de Vanderbilt Commodores totdat hij zich in 2020 kandidaat stelde voor de NBA Draft.. Hij werd als 14e gekozen in de eerste ronde door de Boston Celtics. Hij maakte zijn NBA-debuut op 25 december tegen de Brooklyn Nets. Na 2 seizoenen bij de Celtics werd Nesmith op 9 juli 2022 samen met Daniel Theis, Malik Fitts, Juwan Morgan, Nik Stauskas en een eerste ronde-draft in 2023, geruild met Malcolm Brogdon naar de Indiana Pacers.

## Statistieken

### Regulier seizoen
| Seizoen  | Team           | WG  | WS  | MPW  | 2P%  | 3P%  | FW%  | RPW | APW | SPW | BPW | PPW  |
| -------- | -------------- | --- | --- | ---- | ---- | ---- | ---- | --- | --- | --- | --- | ---- |
| 2020/21  | Boston Celtics | 46  | 1   | 14,5 | 43,8 | 37,0 | 78,6 | 2,8 | 0,5 | 0,3 | 0,2 | 4,7  |
| 2021/22  | Boston Celtics | 52  | 3   | 11,0 | 39,6 | 27,0 | 80,8 | 1,7 | 0,4 | 0,4 | 0,1 | 3,8  |
| 2022/23  | Indiana Pacers | 73  | 60  | 24,9 | 42,7 | 36,6 | 83,8 | 3,8 | 1,3 | 0,8 | 0,5 | 10,1 |
| 2023/24  | Indiana Pacers | 72  | 47  | 27,7 | 49,6 | 41,9 | 78,1 | 3,8 | 1,5 | 0,9 | 0,7 | 12,2 |
| Carrière | Carrière       | 243 | 111 | 20,8 | 45,2 | 37,4 | 80,8 | 3,2 | 1,0 | 0,6 | 0,4 | 8,3  |

### Play-offs
| Seizoen  | Team           | WG | WS | MPW  | 2P%  | 3P%  | FW%   | RPW | APW | SPW | BPW | PPW  |
| -------- | -------------- | -- | -- | ---- | ---- | ---- | ----- | --- | --- | --- | --- | ---- |
| 2020/21  | Boston Celtics | 5  | 0  | 15,0 | 27,8 | 28,6 | 100,0 | 2,6 | 0,2 | 0,2 | 0,2 | 3,2  |
| 2021/22  | Boston Celtics | 15 | 0  | 3,5  | 23,5 | 9,1  | 75,0  | 1,0 | 0,2 | 0,1 | 0,3 | 0,8  |
| 2023/24  | Indiana Pacers | 17 | 17 | 32,9 | 43,3 | 27,8 | 91,9  | 4,9 | 2,2 | 0,6 | 0,5 | 10,5 |
| Carrière | Carrière       | 37 | 17 | 18,6 | 39,8 | 26,0 | 90,7  | 3,0 | 1,1 | 0,4 | 0,4 | 5,6  |